# 太閤檢地
太阁检地是丰臣秀吉于1582年（天正十年）~1598年（庆长八年）在日本全国推行的检地（农地〔山林除外〕的测量及收获量调查）的措施，包含了天正的石高修正（天正の石直し）和文禄检地（文禄の検地）。由于秀吉在1591年（天正十九年）后将关白一职让与外甥丰臣秀次，而被称为太阁。因而此次检地又被称为太阁检地。

## 概要
1582年（天正十年），丰臣秀吉在山崎会战后，以对山城国的检地为开端，任命浅野长政和石田三成等武将对全国的直辖领地和大名领地进行检地。

## 内容

### 单位的统一
太阁检地时，统一了土地的面积单位。统一后的单位换算如下：
- 6尺3寸（约191厘米）=1間
- 一間平方之面積=1步
- 30步=1畝
- 10畝=1反
- 10反=1町（約比今日一公頃面積略大一些）

同时还将耕地分为上、中、下和下下四级，规定了各级耕地应缴纳的地税。如上田1反应缴纳1石5斗的稻米；中田1反则为1石3斗。以此类推，各级依次减少2斗。统一称量石数的容器升，并且还确立了折算为稻米石数缴交地租的石高制。

### 土地所有权的确立
太阁检地确立了一地一人耕作的制度，同时将其姓名登记于“检地册”上，登记在检地册上的人一般是实际耕种土地的人。而登记在检地册上的农民则不允许放弃自己的耕地，同时不能买卖与抵押自己的土地。

### 各年检地的令制国数
| 年份   | 检地的令制国数 |
| 1582年 | 3              |
| 1583年 | 4              |
| 1584年 | 7              |
| 1585年 | 5              |
| 1586年 | 2              |
| 1587年 | 6              |
| 1588年 | 8              |
| 1589年 | 16             |
| 1590年 | 19             |
| 1591年 | 20             |
| 1592年 | 10             |
| 1593年 | 9              |
| 1594年 | 14             |
| 1595年 | 20             |
| 1596年 | 8              |
| 1597年 | 5              |
| 1598年 | 10             |
| 来源： |                |

## 评价
太阁检地消灭了庄园时代所遗留下来的一块土地多人拥有权利，并分配其产量的制度，确立了一地一人的耕作制度。以此为基础确立了耕作人土地耕作的权利和应承担的任务，其结果是更多的小农民直接被领主支配，以村为单位缴纳年贡的制度确立起来，从此庄园制度解体。
另外，太阁检地不单单是对土地的测量，还意味着日本近世秩序的形成。统一天下的秀吉，通过武力的方式，废止了过去一切年贡收集关系和封建领主的特权，在新领地的农民的基础上设立自己单一的领主权，确立了农民对土地的占有权，从而使中央和地方完全控制了广大农村。从此农村的基本生产关系成为领主对农民的直接剥削关系。因此太阁检地完成了全国的新秩序，形成天下一统的局面。